# La marchesa del Monferrato e il re di Francia
Quinta novella della prima giornata del Decameron narrata da Fiammetta.
La protagonista del racconto è la Marchesa di Monferrato la quale respinge un folle amore mostrando fedeltà.

## Personaggi
Marchesa di Monferrato (protagonista): una donna valorosa, saggia, prudente e nota per la sua bellezza.
Filippo Augusto:  Re di Francia, uomo valoroso che ha partecipato alla terza crociata in Terra Santa, follemente innamorato della marchesa. 
Marchese del Monferrato: marito della marchesa, un uomo noto per la sua grande virtù, portabandiera alla terza crociata in Terra Santa .

## Trama
La novella racconta del Marchese di Monferrato, descritto come un uomo di valore dalla sua milizia che in quel periodo aveva preso parte alla terza crociata per riconquistare la Terra santa. La fama del Marchese alla corte del re era dovuta principalmente alla sua sposa, ritenuta una donna di grande bellezza e virtù.
Nel sentirne le lodi, il re di Francia si sentì pervadere da un forte amore nei confronti della donna. Decise, infatti di cambiar rotta e dirigersi nelle terre del Monferrato per incontrarla di persona.
Prima di arrivare, fece avvisare la donna dai suoi uomini, che il giorno seguente sarebbe venuto il Re stesso a farle visita a pranzo.
La donna fu sorpresa della visita e diede il benvenuto facendo sistemare e abbellire la reggia dai suoi uomini, organizzò personalmente il banchetto per il pranzo e conscia delle vere intenzioni del re decise di organizzare un banchetto esclusivamente a base di galline.
Il giorno dopo, all’arrivo del re, egli si trovò davanti una donna ancor più bella di quanto avesse immaginato e questo fece aumentare i sentimenti nutriti nei riguardi della donna. 
Arrivata l’ora di pranzo si sedettero a tavola, ma il re si sentì subito sorpreso che in tavola ci fossero solo pietanze a base di gallina, pur sapendo della grande varietà di selvaggina nelle terre del Monferrato. Allora chiese con tono scherzoso alla donna «In queste terre nascono solo galline e non galli?». La dama, comprendendo immediatamente il secondo fine della battuta, rispose in modo molto freddo mostrando la sua fedeltà, affermando che tutte le donne sono fatte allo stesso modo esattamente come lei, anche con vesti diverse, respingendo così il re e le sue intenzioni.
Il re finì il pranzo ringraziandola per l’ospitalità e capì il significato delle galline per pranzo, rassegnandosi così ai suoi intenti. Rassegnato proseguì dunque la sua rotta, lasciando le terre della Marchesa.